# Kostky jsou vrženy

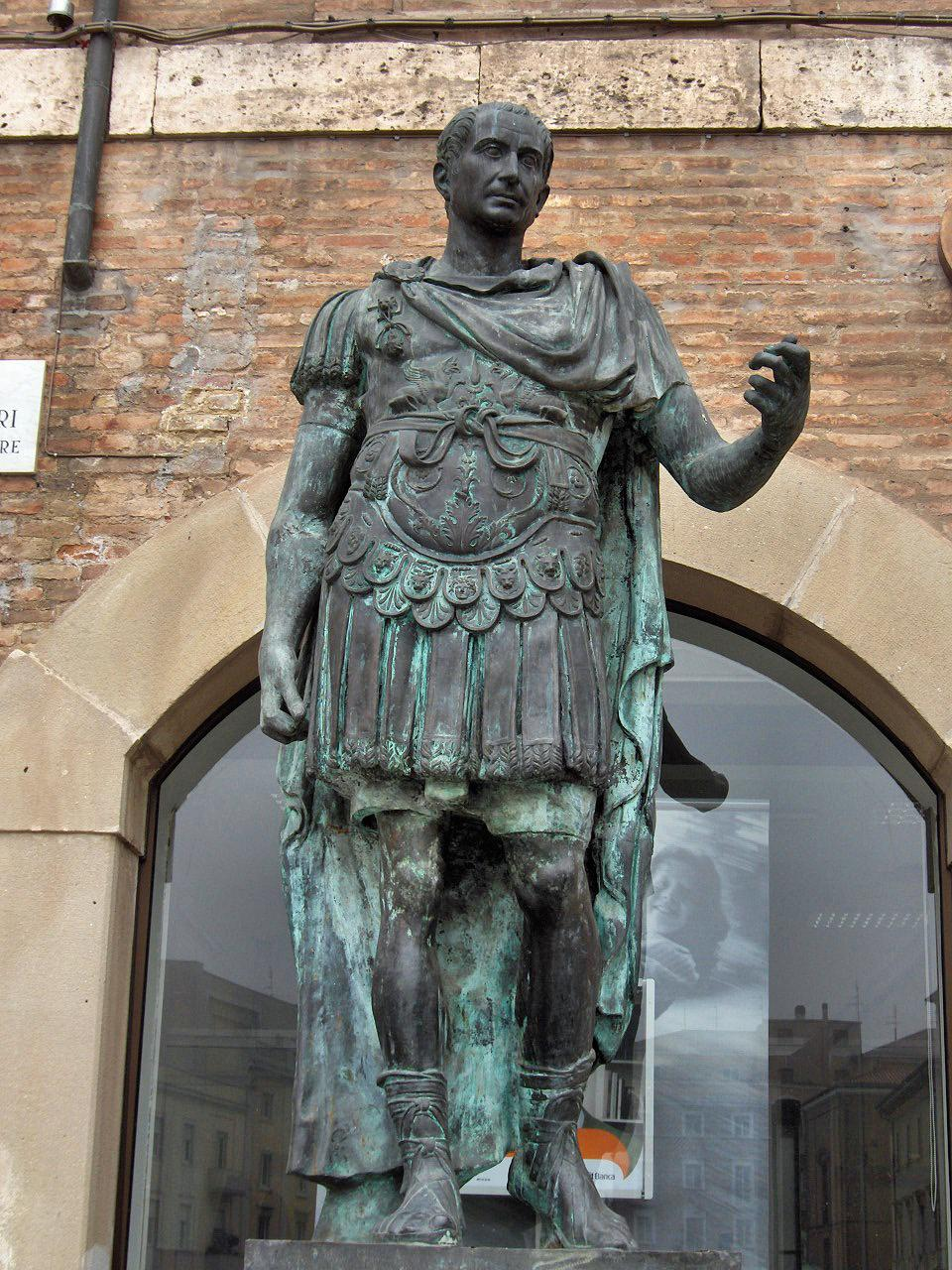
Gaius Julius Caesar

Kostky jsou vrženy (lat. Alea iacta est) je citát, který se postupem času stal v českém jazyce ustáleným slovním spojením. Znamená jasné a stručné označení stavu či situace, kdy je už vše rozhodnuto, kdy tedy již nelze couvnout či vzít rozhodnutí zpět.

## Původ rčení
V polovině prvního století př. n. l. si Římský stát podmanil svými legiemi mnoho území, mj. i Galii – a právě zde v době svého pobytu se mocný muž říše a člen prvního triumvirátu Gaius Julius Caesar dozvěděl, že římský senát dal plnou moc jeho politickému soku Gnaeu Pompeiovi. Přestože Caesar věděl, že podle římského zákona nesmí ozbrojený vojevůdce s vojskem překročit hraniční řeku Rubikon, aniž se vystaví nebezpečí, že bude prohlášen za nepřítele republiky, vydal 10. ledna roku 49 př. n. l. rozkaz svým legiím řeku překročit a táhnout na Řím – tím byla de facto zahájena občanská válka. Na základě občanské války se zmocnil Říma a byl posléze ustanoven diktátorem.
Právě v momentě, kdy jeho legie překročila Rubikon, řekl vojevůdce, vědom si vážnosti svého rozhodnutí, ono slavné: „Alea iacta est – kostky jsou vrženy!“. Kvůli tomu se také v podobné souvislosti někdy užívá slovní spojení „překročit Rubikon“.